# Perpetual Flame
Perpetual Flame är ett musikalbum av gitarristen Yngwie Malmsteen och hans grupp Rising Force, utgivet 2008.

## Låtlista
1. "Death Dealer" - 5:25
2. "Damnation Game" - 5:03
3. "Live to Fight (Another Day)" - 6:13
4. "Red Devil" - 4:06
5. "Four Horsemen (of the Apocalypse)" - 5:23
6. "Prieast of the Unholy" - 6:46
7. "Be Careful What You Wish For" - 5:29
8. "Caprici di Diablo" - 4:28
9. "Lament" - 4:30
10. "Magic City" - 7:26
11. "Eleventh Hour" - 8:03
12. "Heavy Heart" - 5:58

## Banduppsättning
- Yngwie Malmsteen - Gitarr, Bas, Keyboard
- Tim "Ripper" Owens - Sång
- Derek Sherinian - Keyboard
- Patrik Johansson - Trummor